# Philip Lindau
Philip Lindau (Jönköping, 18 augustus 1991) is een voormalig Zweeds wielrenner.

## Belangrijkste overwinningen
2011
 Zweeds kampioen op de weg, Elite
Borgersen · Eiking · Hoelgaard · Hoem · Jansen · Korsæth · Laengen · Lindau · Lunke · Skaarseth · Stien · Wilson · Halvorsen (stagiair)